# Emmesa colorata
Emmesa colorata là một loài bọ cánh cứng trong họ Melandryidae. Loài này được Scudder miêu tả khoa học năm 1900.